# Anic van Damme
Anic van Damme (Hulst, 12 juli 1983) is een Nederlands televisiepresentatrice.
In 2013 werd Van Damme presentatrice van NOS op 3. Eerder werkte ze voor de NTR. Vanaf 2007 deed ze daar redactie- en presentatiewerk voor verschillende Schooltv-programma’s. Ook presenteerde ze het wetenschappelijk nieuwsprogramma ScienceFlash. Tot maart 2019 werkte Van Damme ook (sporadisch) als invaller bij het NOS Journaal. Daarna ging ze aan de slag als videocoördinator bij Bright, het technologieplatform van RTL Nederland. Op 3 maart 2020 werd bekend dat ze voorlopig stopt met het maken van items voor Bright.